# Євдокимова Ванда Іванівна
Ванда Іванівна Євдокимова (Островська) (нар. 3 липня 1951, місто Чернівці Чернівецької області) — українська радянська діячка, в'язальниця Чернівецького виробничого рукавично-трикотажного об'єднання імені 60-річчя Великої Жовтневої соціалістичної революції Чернівецької області. Депутат Верховної Ради СРСР 10—11-го скликань.

## Біографія
Народилася в багатодітній робітничій родині Островських. Закінчила середню школу в місті Чернівцях.
З 1968 року — в'язальниця в'язального цеху Чернівецької рукавичної фабрики (потім — Чернівецького виробничого рукавично-трикотажного об'єднання імені 60-річчя Великої Жовтневої соціалістичної революції) Чернівецької області.
Потім — на пенсії у місті Чернівцях Чернівецької області.

## Нагороди
- золотий знак ЦК ВЛКСМ «Молодий гвардієць п'ятирічки»